# Misumenops importunus
Misumenops importunus är en spindelart som först beskrevs av Eugen von Keyserling 1881.  Misumenops importunus ingår i släktet Misumenops och familjen krabbspindlar. Utöver nominatformen finns också underarten M. i. belkini.